# Slesar i Kantsler
Slesar i Kantsler (russisk: Слесарь и Канцлер) er en sovjetisk stumfilm fra 1923 af Vladimir Gardin.

## Medvirkende
- Ivan Khudolejev
- Nikolaj Panov som von Turau
- N. Tairova
- Vladimir Gardin som Gammer
- Vladimir Maksimov som Frank Frey